# International Cost Engineering Council
International Cost Engineering Council – ICEC é uma organização não-política e sem fins lucrativos, fundada em 1976 com o objetivo de promover a cooperação entre as engenharia de custos nacionais e multinacionais, agrimensura quantidade e organizações de gerenciamento de projetos em todo o mundo para seu bem-estar mútuo e de seus membros individuais.
Entidades-membro oficiais do ICEC acham-se localizadas presentemente em mais de 40 países, assim como há outras entidades vinculadas em muitos outros países. Por meio dessas entidades, o ICEC tem acesso a mais de 120 000 engenheiros e gerentes de projeto e de custo em mais de 120 nações diferentes. As reuniões regulares ICEC são atendidas por delegados das sociedades membro onde os assuntos de interesse comum são debatidos. Cada entidade-membro tem um voto no Conselho. No Brasil, o Instituto Brasileiro de Engenharia de Custos – IBEC, entidade congênere no país, é filiado ao ICEC desde 1980.

## Organização de cargos
No International Cost Engineering Council – ICEC, os cargos são privativos de entidades-membro e são providos por um período de dois anos.

## Objetivos principais
Constituem objetivos principais do International Cost Engineering Council – ICEC:
- incentivar, promover e avançar as ciências e as artes da engenharia de custos, levantamento de quantidade, e gerenciamento de projetos para o bem público, a nível mundial;
- coordenar e patrocinar congressos e simpósios internacionais sobre engenharia de custos, estimativa de quantidades, e gerenciamento de projetos;
- incentivar os engenheiros de custos, os topógrafos e os gerentes de projetos em países onde há associação formal para formar um grupo com objetivos compatíveis com os do ICEC e seus membros;
- participar em eventos internacionais relacionados com a prática da engenharia de custos, levantamento quantidade e gestão de projetos patrocinados por organizações governamentais e privadas, nacionais ou internacionais, quer sejam membros da ICEC ou não, desde que estes eventos estão em consonância com os objectivos da ICEC;
- aprofundar o estudo do custo da engenharia, topografia e quantidade de problemas de gerenciamento de projetos de caráter mundial ou multinacionais;
- incentivar o desenvolvimento de programas de certificação profissional em engenharia de custos, levantamento quantidade e gerenciamento de projetos.

## Rede internacional
O ICEC é uma confederação mundial de engenharia de custos, levantamento de quantidades e de gestão de projetos, que atua em todo o mundo para promover o intercâmbio de informações e experiências sobre custos.
O ICEC está dividido geograficamente em regiões para promover a comunicação e promover a articulação congressos, simpósios e fóruns sobre uma escala continental ou regional. Essas regiões são:
- Região 1: Américas do Norte e do Sul;
- Região 2: Europa e Oriente Médio;
- Região 3: África; e
- Região4: Ásia-Pacífico.

Um Diretor Regional é nomeado para supervisionar as atividades ICEC dentro de cada região. Por meio de estrutura regional, e como uma organização como um todo, ICEC envida esforços para:
- Incentivar a realização de congressos regionais e mundiais, encontros, fóruns e seminários;
- Promover a investigação em cooperação e atividades técnicas entre as sociedades filiadas;
- Promover o desenvolvimento de normas para credenciamento e reconhecimento dos custos de engenharia, topografia e quantidade de programas de gerenciamento de projetos de certificação oferecidos pelas Sociedades de terceiros;
- Incentivar a criação de redes nacionais e internacionais entre os membros de todas as sociedades ICEC nas regiões e no mundo inteiro; e
- Desenvolver normas internacionais para a terminologia de engenharia de custos, levantamento quantidade e gerenciamento de projetos.

## Publicações e Serviços
O ICEC disponibiliza uma edição eletrônica do boletim “ICEC Roundup News. Roundup”, que inclui notícias e relatórios sobre as atividades ICEC e das associações de nossos membros, bem como trabalhos técnicos de interesse para os nossos membros. Interesses pessoais, empresariais e acadêmicos (artigos) podem ser endereçados a “Roundup News”, por contato com a Secretaria ICEC.
ICEC também publica revistas e jornais em suas várias línguas e trocar as suas revistas e outras publicações com todas as sociedades filiadas ICEC. Entidades-membro também podem estender às demais entidades vinculadas que estão em uma missão temporária em sua nação privilégios de adesão e de cortesia pelo período de até um ano. Entidades-membro podem ainda estendem a cortesia de taxas de inscrição com desconto para membros de uma outra sociedade ICEC que frequente um congresso, encontro, fórum ou outro evento patrocinado por eles.